# Зевс и Роксана
«Зевс и Роксана» (англ. Zeus and Roxanne) — американский фильм режиссёра Джорджа Т. Миллера.

## Сюжет
Терри Барнетт, его сын Джордан и хитрый пёс по кличке Зевс приехали в то место, где могли бы отдохнуть, а заодно Терри ещё бы и успешно написал музыку для работы. Это место было на берегу моря в прекрасном доме с кабельным телевидением. Но этот месяц отдыха простым назвать было нельзя и всё благодаря Зевсу.
По соседству жила Мэри Бет с двумя дочерьми, которая занималась исследованием поведения дельфинов. Как-то, торопясь на работу, она не заметила, что Зевс преследует её, а когда он добрался до катера, Мэри просто его прогнала, но он всё-таки каким-то таинственным образом попал на катер и увидел то, что так много дней ожидал — дельфина. Им была Роксана, её и исследовала Мэри Бет. Зевс упал в море, и Роксана его спасла. Между Зевсом и Роксаной завязалась некая дружба, которую часто замечала Мэри, поэтому и брала с разрешения хозяев его на работу.
Семьи сдружились и стали друг другу доверять. Но настала пора семье Барнетт покинуть место отдыха, но кое-кто — Зевс — не мог смириться с отъездом и убежал обратно к Роксане. А за ним устремились и Джордан и его отец.
Мэри Бет очень волновалась, что Роксана попадет в сети браконьеров или экспериментаторов, поэтому одна отправилась под воду и чуть не погибла сама же в сетях. Но, благодаря Роксане и Терри, она осталась жива и обрела счастье в браке с Терри Барнеттом.
Роксана нашла общий язык с другими дельфинами, и Мэри, тем самым, могла быть спокойна за неё.

## В ролях
- Стив Гуттенберг — Терри Барнет
- Арнольд Вослу — Клод Карвер
- Махандра Дельфино — Джудит Данхил
- Кэтлин Куинлан — Мэри Бетт Данхил
- Доун МакМиллан — Бекки
- Мико Хьюз — Джордан Барнет